# 오스카와 루신다
오스카와 루신다(Oscar And Lucinda)는 오스트레일리아에서 제작된 질리언 암스트롱 감독의 1997년 영화이다. 랄프 파인즈 등이 주연으로 출연하였고 티모시 화이트 등이 제작에 참여하였다.

## 출연

### 주연
- 랄프 파인즈
- 케이트 블란쳇

### 조연
- 시아란 힌즈
- 톰 윌킨슨
- 리차드 록스버그
- 클리브 러셀
- 빌 브라운

## 제작진
- 원작자: 피터 캐리
- 미술: 루치아나 아리기
- 의상: 자넷 패터슨
- 배역: 앨리슨 바렛

## 같이 보기
- 오스트레일리아 영화